# Маале-Ирон
Маале-Ирон (ивр. מעלה עירון‎, араб. معله عيرون‎) — местный совет в Хайфском округе Израиля.
Расположен примерно в 65 км к северо-востоку от центра Тель-Авива и в 35 км к юго-востоку от города Хайфа, на высоте 227 м над уровнем моря. Непосредственно к юго-востоку от поселения проходит Зелёная линия, которая отделяет Израиль от Западного берега реки Иордан. Площадь совета составляет 3,049 км².
Местный совет был образован в 1996 году в результате объединения пяти арабских деревень: Байада, Мушейрифа, Мусмус, Салим и Залафа.

## Население
По данным Центрального статистического бюро Израиля, население на начало 2020 года составляло 15 065 человек.
Население почти на 100 % представлено арабами-мусульманами.
Динамика численности населения по годам:
| 1961 | 1972 | 1983 | 1995 | 2005   | 2006   | 2009   | 2012   | 2016  |
| ---- | ---- | ---- | ---- | ------ | ------ | ------ | ------ | ----- |
| 2000 | 3800 | 5800 | 8700 | 11 600 | 11 800 | 12 800 | 13 700 | 14140 |